# Curt Risch

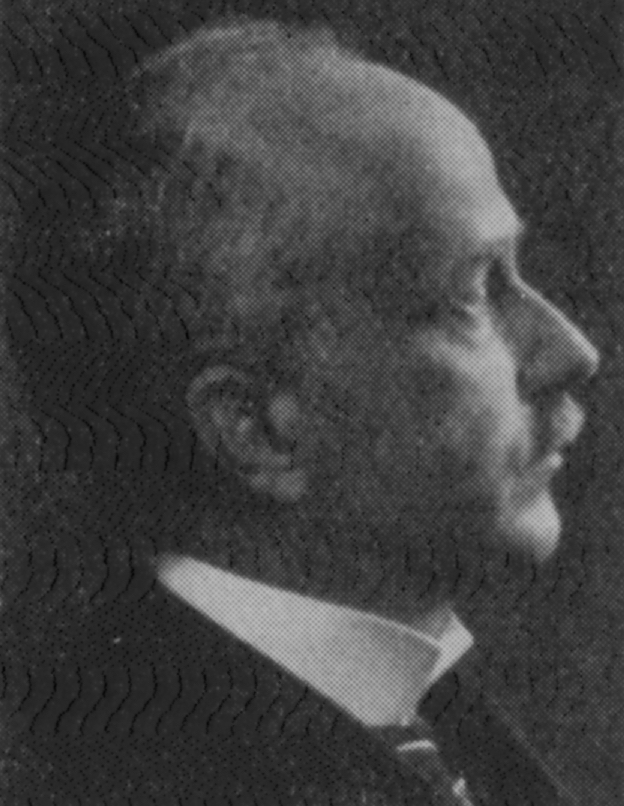
Curt Risch

Curt Risch (* 29. März 1879 in Berlin; † 17. Oktober 1959 in Hannover; vollständiger Name: Franz Paul Curt Risch) war ein deutscher Eisenbahningenieur und Hochschullehrer. 

## Leben
Risch absolvierte ab 1902 als Regierungsbauführer des Eisenbahnbaufachs ein Referendariat im preußischen Staatsdienst und war von Oktober 1904 bis April 1912 mit Unterbrechungen nebenamtlicher Statiker für den Neubau der Königlichen Bibliothek in Berlin. Am 21. Dezember 1907 wurde er zum Regierungsbaumeister (Assessor) ernannt. 1916 promovierte er in Braunschweig zum Dr.-Ing.
Seit 1908 war Curt Risch bei der Eisenbahndirektion Berlin angestellt, wo er mit Entwürfen für die Ausgestaltung der Berliner Bahnanlagen befasst war. Ab März 1910 übernahm er die Leitung von Bahnhofsumbauten. Am 15. September 1911 wurde er bauleitender Dezernent für die Vorarbeiten für den östlichen Teil der Berliner südlichen Umgehungsbahn.
Nach Teilnahme am Ersten Weltkrieg (1915 bis 1918) wurde er ab Dezember 1918 im Betriebsdienst bei der Eisenbahndirektion Berlin eingesetzt. Am 1. April 1919 übernahm er die Geschäfte des Vorstandes des Eisenbahnbetriebsamtes Minden. Mit dem 15. April 1919 wurde er ordentlicher Professor für Eisenbahnwesen an der Technischen Hochschule Braunschweig, wo er von August 1923 bis Januar 1925 auch Rektor war. Im Oktober 1924 wurde er ordentlicher Professor für Eisenbahnbau und Eisenbahnbetrieb an der Technischen Hochschule Hannover. Sein Lehrgebiet umfasste auch Verkehrswissenschaften sowie Erd-, Straßen und Tunnelbau. Am 1. April 1927 wurde Risch Leiter der von ihm gegründeten Forschungsstelle für dynamische Wirkungen des Straßenverkehrs. Im November 1933 unterzeichnete er das Bekenntnis der deutschen Professoren zu Adolf Hitler. Zum 1. August 1935 trat er der NSDAP bei (Mitgliedsnummer 3.696.035).
Das nach ihm benannte „Curt-Risch-Institut für Dynamik, Schall- und Messtechnik“ wurde am 15. Januar 2005 mit dem „Institut für Statik“ zum neuen „Institut für Statik und Dynamik“ (ISD) der Universität Hannover zusammengeschlossen. Seit 1946 war er ordentliches Mitglied der  Braunschweigischen Wissenschaftlichen Gesellschaft.

## Schriften (Auswahl)
- Größere Umladeanlagen für den Frachtstückgutverkehr. Eine theoretische Untersuchung vom verkehrstechnischen und wirtschaftlichen Standpunkt. Moeser, Berlin 1916, OCLC 258119224.
- Verkehrs- und Betriebsfragen. Wolfenbütteler Verlagsanst, Wolfenbüttel 1947, OCLC 73689062.
- mit Friedrich Lademann: Der öffentliche Personennahverkehr. Springer, Berlin, Göttingen, Heidelberg 1957, OCLC 64352371.